# Дъдли Хършбах
 Дъдли Робърт Хършбах (на английски: Dudley Robert Herschbach) е американски химик, лауреат на Нобелова награда за химия от 1986 г. заедно с Ли Юан Цъ и Джон Полани за приноса им към динамиката на химическите елементарни процеси. Хършбах и Ли работят с молекулярни лъчи, използвайки новата лабораторна техника на кръстосаните молекулярни лъчи за изследванията си, което им позволява да добият подробно разбиране на молекулярно ниво на елементарни реакции.

## Ранен живот и образование
Хършбах е роден на 18 юни 1932 г. в Сан Хосе, Калифорния. Той е най-голямото от шест деца и израства в селски район. Завършва средното си образование в Кембъл и получава стипендия, за да учи в Станфордския университет. Там той завършва с бакалавърска степен по математика през 1954 г. и с магистърска степен по химия на следващата година. По време на магистратурата си изчислява факторите на честота за газови реакции.
След това Хършбах се записва в Харвардския университет, където завършва магистратура по физика през 1956 г., а през 1958 г. защитава докторската си дисертация по физикохимия. В Харвард, Хършбах изучава разцепването на молекулите, използвайки микровълнова спектроскопия.

## Научна дейност
През 1959 г. Хършбах започва работа в Калифорнийския университет, Бъркли като асистент по химия. През 1961 г. става доцент. Заедно със студенти той построява инструмент с кръстосани молекулярни лъчи, който е достатъчно голям за опити с реактивно разсейване, включващи основи и различни реагенти. Неговият интерес към химическите елементарни процеси поставя под въпрос широко възприетото мнение по това време, че не възникват сблъсъци в кръстосани молекулярни лъчи. Резултатите от изследванията на реакция K + CH3I са първите, които предоставят подробен изглед към елементарните сблъсъци, демонстрирайки процес на пряко отскачане, при който KI продукт отскача от удара на атом K. Последващите изследвания на реакцията K + Br2 водят до откритието, че повърхностният йонизационен детектор вероятно е бил замърсен от предишна употреба и трябва да се обработва предварително, за да се получат надеждни резултати. Промените в оборудването водят след себе си надеждни резултати, включително наблюдението, че реакцията K + Br2 включва реакция на отстраняване, при която продукта KBr се разсейва вследствие удар на атом K. Изследванията продължават и впоследствие става възможно да се съотнесат електронната структура на реагентите и продуктите с реакционната динамика.
През 1963 г. Хършбах се завръща в Харвард, заемайки позицията на професор по химия. Там той продължава да работи по реактивната динамика на молекулярните лъчи и по реакциите на алкални атоми с алкални халиди. През 1967 г. Ли Юан Цъ се присъединява към лабораторията като постдокторантски студент. Започва работа по построяване на „супермашина“ за изучаване на сблъсъци като Cl + Br2.
Най-приветстваната му работа, за която печели и Нобелова награда за химия през 1986 г. заедно с Ли Юан Цъ и Джон Полани, са опитите с кръстосани молекулярни лъчи, които извършва с Ли. Пресичането на насочени лъчи на реагенти в газова фаза позволява разпределяне на енергията между транслационните, ротационните и вибрационните режими на молекулите на продукта, което е от особено значение за разбирането на динамиката на реакциите. С този си принос, се счита, че двамата са спомогнали за изникването на нова област на изследвания в химията. Хършбах е пионер в молекулярната стереодинамика, измервайки и интерпретирайки теоретично ролята на момента на импулса и векторните му свойства в динамиката на химичните реакции.
В хода на научната си кариера Хършбах публикува над 400 научни труда. Едно от проучванията му доказва, че метанът всъщност може да се образува спонтанно при високо налягане и висока температура, например надълбоко в земната мантия. Това откритие е индикатор за образуването на абиогенен въглеводород, което ще рече, че количеството въглеводороди на Земята може да е много по-голямо, отколкото се смята.
Хършбах е силен привърженик на научното образование сред широката общественост и често изнася лекции на студенти от всички възрасти, опитвайки се да им предаде ентусиазъм към науката и откривателски дух.